# Sabbie ardenti (film 1922)
Sabbie ardenti (Burning Sands) è un film muto del 1922 diretto da George Melford e interpretato da Wanda Hawley, Milton Sills, Louise Dresser e Jacqueline Logan.
La sceneggiatura si basa sull'omonimo romanzo di Arthur Weigall pubblicato a New York nel 1921.

## Trama
Daniel Lane preferisce il fascino delle sabbie del deserto alla tranquilla vita in Inghilterra. Resta coinvolto, suo malgrado, nelle lotte per il potere tra il vecchio sceicco e suo figlio, che complotta contro di lui insieme a Robert Barthampton. A un ballo all'ambasciata, Lane ha incontrato Muriel che viene a trovarlo nel deserto, perché le hanno raccontato che Daniel ha un'amante, Lizette. Durante una sua visita, l'accampamento viene attaccato e Barthampton, mentre cerca di aggredirla, viene ucciso da Daniel. I due sono salvati dall'intervento dell'esercito britannico.

## Produzione
Il film fu prodotto dalla Famous Players-Lasky Corporation. Le scene nel deserto furono girate a Oxnard, in California.

## Distribuzione
Il copyright del film, richiesto dalla Famous Players-Lasky Corp., fu registrato il 5 settembre 1922 con il numero LP18216.
Distribuito dalla Paramount Pictures e presentato da Jesse L. Lasky, il film uscì nelle sale cinematografiche statunitensi il 15 ottobre 1922 dopo essere stato presentato in prima a New York il 3 settembre 1922.
Non si conoscono copie ancora esistenti della pellicola che viene considerata presumibilmente perduta.